# Musique lituanienne
 (février 2025).
La musique lituanienne est encore imprégnée de beaucoup de traditions folkloriques. Elle a un passé commun avec la musique polonaise, car les deux pays sont unifiés du Moyen Âge jusqu'en 1772. Elle est aussi liée à la musique russe et biélorusse (de par son passé soviétique) et est proche des autres pays baltes (Lettonie et Estonie) voire scandinaves. 
Elle est basée essentiellement sur un folklore riche de polyphonies vocales et instrumentales jouées sur des instruments typiques.

## Musique traditionnelle

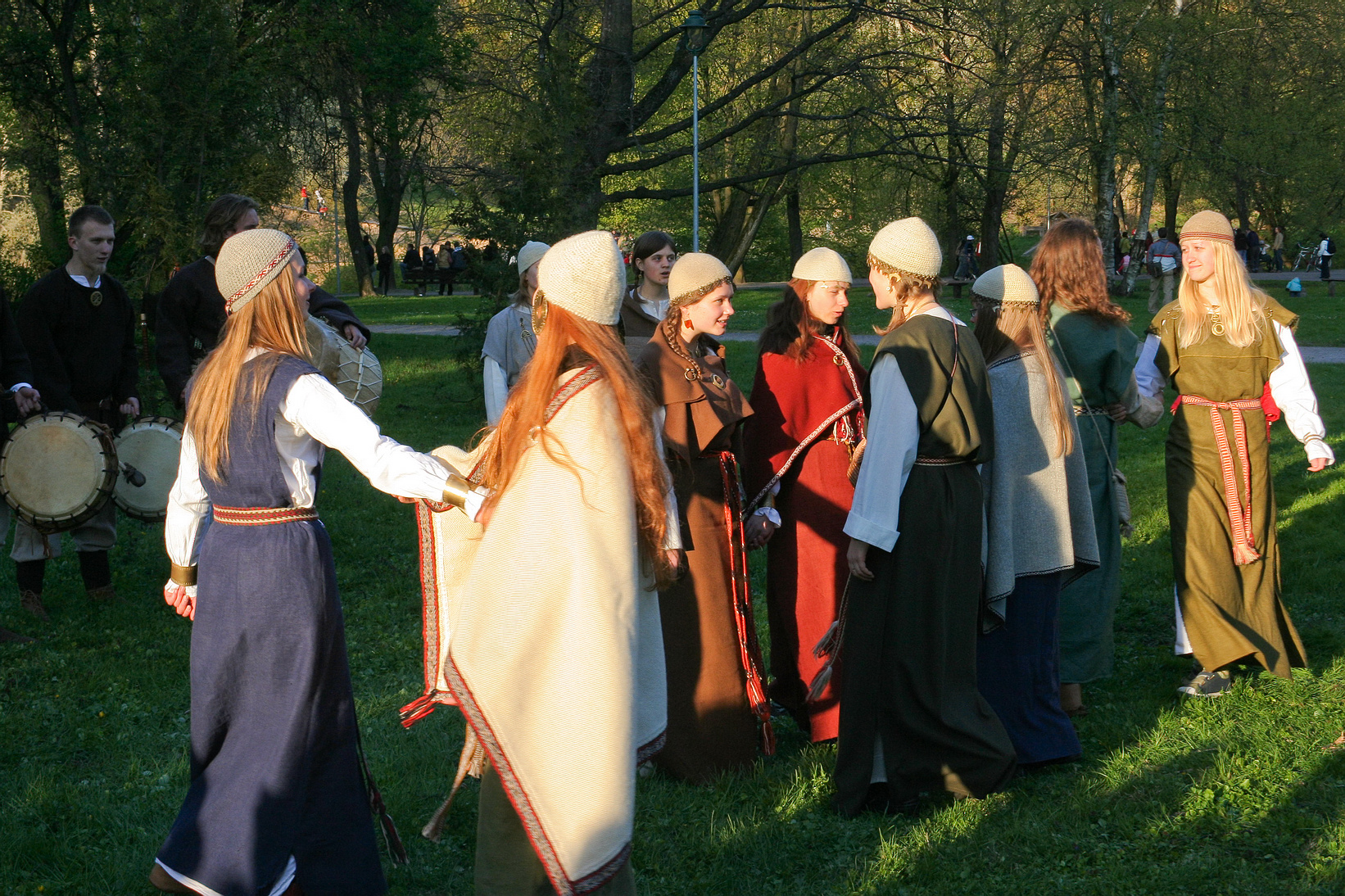
Ensemble Kūlgrinda, à Vilnius.

La musique traditionnelle est basée sur des chants (dainos) : de courtoisie, de mariage, de travail et de guerre. Ils sont exécutés en solo ou en ensemble, en harmonie, à l'unisson ou en canon. Des chants polyphoniques, duophoniques, antiphoniques sont fréquents dans la tradition sutartinė de Haute Lituanie où une mélodie accompagne le texte principal pendant qu'une autre mélodie accompagne le refrain dépourvu de sens et basé sur des onomatopées. Les premiers instruments n'apparaissent qu'au XVIe siècle.
Un autre genre de chants accompagne les danses. La rateliai (« ronde ») était chantée a cappella à l'origine ; elle a désormais une riche instrumentation avec kanklės, lumzdelis et birbynė. Des influences extérieures se manifestent depuis le XIXe siècle avec l'importation de concertina, accordéon et bandonéon. L'apport des mandoline, balalaïka, clarinette, cornet, guitare et harmonica est encore plus récent[Quand ?]. La sutartinė est accompagnée par le skudučiai et les ragai et dandytės.
Durant la période soviétique, les ensembles folkloriques sont utilisés à des fins de propagande et étaient de purs produits du fakelore, un folklore arrangé. Aujourd'hui[Quand ?], ces principaux ensembles sont Skriaudžių kanklės, formé en 1906, et Lietuva. D'autres groupes incluent :  Marcinkonys (Varėna), Žiūrai (Varėna), Kalviai-Lieponys (Trakai), Luokė (Telšiai), Linkava (Linkuva, Pakruojis), Šeduviai (Šeduva, Radviliškis), Užušiliai (Biržai), Lazdiniai-Adutiškis (Švenčionys), Ratilio, Ūla, Jievaras, Poringė (Vilnius), Kupolė (Kaunas), Verpeta (Kaišiadorys), Mėguva (Palanga), Insula (Telšiai), Gastauta (Rokiškis), Kupkiemis (Kupiškis), Levindra (Utena), Sūduviai (Vilkaviškis). Children folk groups: Čiučiuruks (Telšiai), Kukutis (Molėtai), Čirulis (Rokiškis), Antazavė (Zarasai).
Le premier festival folklorique instauré par le gouvernement, Dainų šventė, se déroule en 1924. Tous les cinq ans il se tenait afin de promouvoir les traditions. Dans les années 1960, certains révoquent ce folklore officiel et tentent de retrouver une tradition plus originelle. De nombreux festivals annuels se déroulent dans les années 2000 tels que le Skamba skamba kankliai, l'Atataria trimitai, l'Ant marių krantelio, le Baltica International Folklore Festival et le Mėnuo Juodaragis.

## Musique classique
La musique classique ne connait qu'un développement récent en Lituanie. Le compositeur majeur est Mikalojus Konstantinas Čiurlionis (né le 10 septembre 1875 à Senoji Varėna et décédé le 28 mars 1911 à Pustelnik). De son vivant, il compose environ 300 pièces dont beaucoup ne sont exécutées qu'à titre posthume — notamment ses poèmes symphoniques Dans la forêt (Miške) et La Mer (Jūra) —, influençant grandement la culture lituanienne.
Osvaldas Balakauskas est un compositeur contemporain, ambassadeur et enseignant à l'Académie lituanienne de musique et de théâtre. Il compose de nombreux concertos et symphonies durant sa carrière. Vytautas Miškinis est un autre compositeur et chef de chœur prolifique avec plus de 400 pièces profanes et 150 religieuses. Enfin, Algirdas Martinaitis est un compositeur contemporain. Il a composé de la musique de chambre et de la musique électro-acoustique.
La musique chorale est très développée dans le pays, notamment à Vilnius.

## Musique populaire
Le régime communiste a longtemps bataillé contre le rock occidental considéré comme musique dégénérée. Pourtant certains groupes locaux parviennent à faire parler d'eux dans les années 1980 tels que Foje (en), Antis et BIX, initiant le rock lituanien. Depuis 1989, la situation se libéralise et les groupes Skamp, Happyendless (en) et Jurga deviennent internationaux.

## Instruments traditionnels
Les instruments à vent comprennent : birbynė, dandytėsjaučio ragas, kerdžiaus trimitas, lamzdelis, medžioklės ragas, molinukas, ožragis,  ragai, kankles, sekminių ragelis, skudučiai, švilpas, švilpukas, tošelė, ubikas,  vilioklis,  etžieves trimitas. Les instruments à cordes comprennent : cimbolai, kanklės, pūslinė, et smuikas. Les percussions comprennent : būgnas, būgnelis, dzingulis, kleketas, saukstai, skrabalai, tabalas, terkšlė, et tochelé.